# Pirolle de Ceylan
Urocissa ornata
Espèce
Statut de conservation UICN

 VU B1ab(ii,iii,iv,v) : Vulnérable
Répartition géographique
La Pirolle de Ceylan (Urocissa ornata) est une espèce de passereaux de la famille des Corvidae endémique aux forêts des collines du Sri Lanka.

## Description
Cette espèce a environ la même taille que la pie bavarde européenne soit 42 à 47 cm de long. Les adultes sont de couleur bleue avec la tête et les ailes marron et une longue queue à pointe blanche. Les pattes et le bec sont rouges. Les juvéniles sont plus ternes que les adultes.
Cette espèce a des appels variés, dont des imitations, une fort « tchink-tchink » et un râpeux « krak-krak-krak-krak ».

## Habitat
Cet oiseau vit dans les forêts denses humides tempérées à feuilles persistantes. Il est en voie de disparition par suite de la perte de cet habitat.

## Comportement
Cette espèce vit généralement en petits groupes de six ou sept oiseaux.

## Alimentation
Elle est surtout carnivore, mangeant de petites grenouilles, des lézards, des insectes et autres invertébrés, mais elle peut manger aussi des fruits.

## Nidification
Le nid en forme de coupe est fait de branches placées dans un arbre ou un arbuste et il y a généralement 3 à 5 œufs de pondus. Les œufs sont blancs fortement tachetés de brun. Les deux sexes construisent le nid et nourrissent les jeunes mais seule la femelle les couve.

## Nom
Au Sri Lanka, cet oiseau est connu sous le nom de « Kehibella » en langue cinghalaise.

## Philatélie
Elle figure sur un timbre sri lankais, qui a été largement utilisé dans les années 1980-1990.